# Флоридабланка
Флоридабланка (на испански: Floridablanca) е град в департамент Сантандер, Северна Колумбия. Населението му е 257 300 жители (по оценка за 2017 г.) по оценка за 2017 г. което го прави втория по население в департамента. Състава на населението към 2005 г. е: 59% бели, 40,5% метиси и 0,5% афроколумбийци. Площта му е 97 кв. км. Намира се на 1026 м н.в. Средната температура е 23 °C.